# 吕梁构造期
吕梁构造期，简称吕梁期，是古元古代(25-18億年前)期间的构造期，在此期间，在今中国及周边地区发生了吕梁运动或称吕梁事件。

## 名称由来和别名
因为吕梁运动在山西吕梁山的表现最典型，故而得名。与此同时，山西五台山地区也有比较强烈的构造运动，学界称之为滹沱运动（以滹沱河命名），所以也有不少人把吕梁期称为滹沱期。吕梁运动的其他名称尚有中条运动（晋南）、兴东运动（黑龙江）和凤阳运动（安徽）等。吕梁期相当于国际地质科学联合会(2004)确定的古元古代成铁纪(25-23億年前)、层侵纪(23-20.5億年前）和造山纪(20.5-18億年前)的全部。

## 构造活动
吕梁期的年代久远，目前只能对这期间的构造运动做粗略的描述。在吕梁期，可以识别出构成后世中国大陆的五个地块，即原始中朝地块、扬子地块、华夏地块、哈尔滨地块和准噶尔地块。其中原始中朝地块是在吕梁期第一次由塔里木克拉通和中朝克拉通等小陆块拼合而成的，从而形成了统一的结晶基底。
其他地块在吕梁期也发生了强度不同的构造运动，但都未能形成统一的结晶基底。